# Larajasse
Larajasse település Franciaországban, Rhône megyében. Lakosainak száma 1820 fő (2022. január 1.). Larajasse La Chapelle-sur-Coise, Pomeys, Sainte-Catherine, Saint-Martin-en-Haut, Saint-Symphorien-sur-Coise, Châtelus, Marcenod, Saint-Romain-en-Jarez és Coise községekkel határos.

## Népesség
A település népességének változása:
| Lakosok száma | 1854 | 1856 | 1887 | 1853 | 1848 | 1862 | 1848 | 1834 | 1820 |
|               | 2013 | 2015 | 2016 | 2017 | 2018 | 2019 | 2020 | 2021 | 2022 |